# Aydın
Aydın je město v Turecku, hlavní město stejnojmenné provincie v Egejském regionu. V roce 2009 zde žilo 179 425 obyvatel.
Město mělo dříve spíše charakter centra zemědělského regionu, v posledních letech však stále více obyvatel pracuje také ve službách. V roce 1992 zde byla otevřena vysoká škola s názvem Adnan Menderes Üniversitesi, pojmenovaná po místním rodákovi Adnanu Menderesovi, prvním demokraticky zvoleném premiérovi v zemi.